# Falher
Falher is een plaats (town) in de Canadese provincie Alberta en telt 941 inwoners (2006).

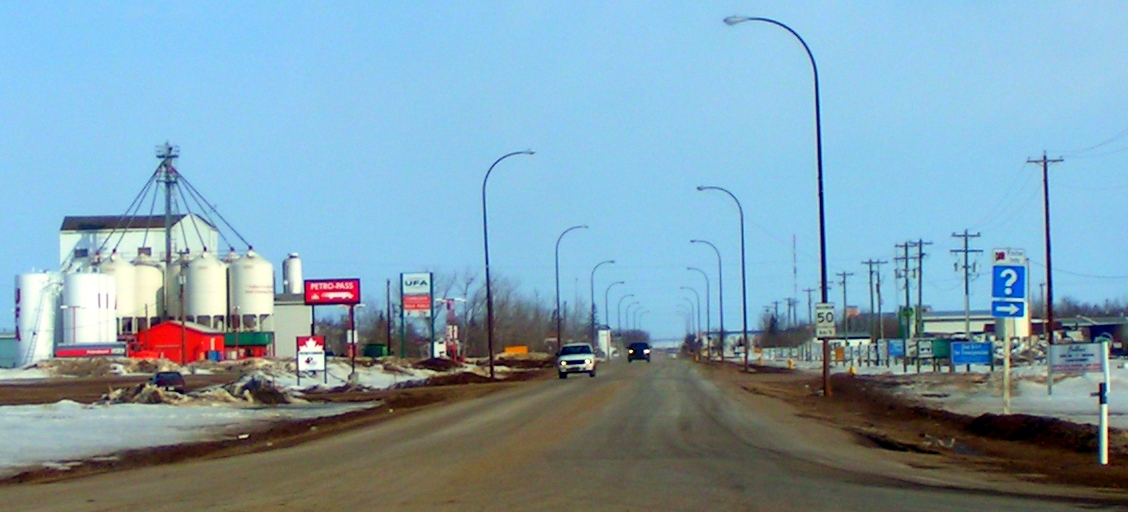
Hoofdstraat van Falher